# Bitwa koło Helgolandu (1914)
Pierwsza bitwa koło Helgolandu – bitwa morska stoczona 28 sierpnia 1914 roku w pobliżu zachodniego wybrzeża Niemiec pomiędzy okrętami brytyjskimi i niemieckimi. Była to pierwsza większa bitwa morska I wojny światowej. Zakończyła się zdecydowanym zwycięstwem Royal Navy, Kaiserliche Marine straciła 712 zabitych i 336 wziętych do niewoli marynarzy oraz trzy krążowniki lekkie i niszczyciel. W rejonie Helgolandu stoczono ponadto wcześniej bitwę morską w 1864 roku między flotą duńską a austriacko-pruską oraz później w trakcie I wojny światowej bitwę morską w 1917 roku.

## Przyczyny
Wyspa Helgoland leży na Morzu Północnym niedaleko niemieckiego wybrzeża. Podczas I wojny światowej spełniała ona ważną rolę, broniąc podejść do głównych kotwicowisk niemieckiej marynarki w Wilhelmshaven i Cuxhaven oraz zachodniego wejścia do Kanału Cesarza Wilhelma, łączącego Morze Północne z Bałtykiem. Od dnia wybuchu wojny akwen wzdłuż wybrzeża był stale patrolowany przez lekkie siły Kaiserliche Marine.
Rejon Zatoki Helgolandzkiej był także terenem operacyjnym sił lekkich Royal Navy: nawodnych, podporządkowanych operacyjnie Harwich Force pod dowództwem komodora Reginalda Tyrwhitta i podwodnych, pod dowództwem komodora Rogera Keyesa, wszystkich stacjonujących w Harwich. 18 sierpnia 1914 roku patrolujące zatokę niemieckie krążowniki SMS „Straßburg” i SMS „Stralsund” natknęły się na jednostki 1. Flotylli Niszczycieli Harwich Force (lekki krążownik HMS „Fearless” i 16 niszczycieli). Brytyjczycy, gdy dostrzegli zbliżający się w ich kierunku krążowni pancernego SMS „Yorck”, wycofali się, nie podejmując walki pomimo liczebnej przewagi.
Panowanie na obszarze Morza Północnego było Brytyjczykom niezbędne z jeszcze jednego powodu: już od 7 sierpnia rozpoczęli oni przerzut wojsk Brytyjskiego Korpusu Ekspedycyjnego na kontynent, z wykorzystaniem między innymi portu w Ostendzie. Nadmierna aktywność niemieckiej floty stwarzała zagrożenie dla transportów, których kolejną partię przewidziano na ostatnie dni sierpnia.

## Planowanie rajdu
W związku z takim rozwojem sytuacji i po rozpoznaniu schematu działań niemieckich jednostek patrolujących rejon Helgolandu przez okręty podwodne komodora Keyesa, Pierwszy Lord Admiralicji Winston Churchill zlecił swemu sztabowi i dowództwu Royal Navy przygotowanie planu rajdu w rejon Zatoki Helgolandzkiej. Miały go przeprowadzić okręty Harwich Force, wspierane przez okręty podwodne. Na wypadek wyjścia w morze z baz ciężkich sił Hochseeflotte, w odwodzie przewidziano udział krążowników liniowych HMS „New Zealand” i HMS „Invincible”, które tworzyły tzw. Zespół Krążowników K dowodzony przez kontradmirała Archibalda Moore’a operujący z estuarium Humber oraz Zespół Krążowników C, składający się z pięciu starych krążowników pancernych typu Cressy.
Dowódca Grand Fleet, admirał John Jellicoe, został zaznajomiony z tym planem dopiero 26 sierpnia, po czym natychmiast zasugerował wzmocnienie brytyjskiego zespołu poprzez dołączenie do niego 1. Eskadry Krążowników Liniowych wiceadmirała Davida Beatty’ego i wyjście w morze całości sił swojej floty na wypadek kontrakcji ciężkich okrętów niemieckich. Otrzymał jednak zgodę wyłącznie na dołączenie eskadry admirała Beatty’ego do brytyjskich odwodów.
Datę rajdu wyznaczono na 28 sierpnia 1914 roku. Okręty podwodne wyszły w morze już 26 sierpnia, aby zająć na czas przewidywane pozycje, jednostki nawodne opuściły bazy pod wieczór 27 sierpnia. Komodor Tyrwhitt miał pod swoją komendą dwie flotylle niszczycieli (ogółem 2 krążowniki lekkie i 32 niszczyciele), komodor Keyes flotyllę okrętów podwodnych w składzie dwóch niszczycieli i ośmiu okrętów podwodnych. Reginald Tyrwhitt dowodził zespołem z pokładu krążownika HMS „Arethusa”, który został mu przekazany wprost po ukończeniu budowy 26 sierpnia, na dzień przed rozpoczęciem akcji. W odwodzie pozostawały dwa krążowniki liniowe kontradmirała Moore’a i, w odległości około 100 mil morskich Zespół Krążowników C, zaś ze Scapa Flow zdążał wiceadmirał Beatty. Miał on pod swoją bezpośrednią komendą trzy jednostki najnowszego typu Lion: flagowy HMS „Lion”, HMS „Princess Royal” i HMS „Queen Mary” oraz eskadrę krążowników lekkich komodora Goodenougha. Komodorowie Keyes i Tyrwhitt nie wiedzieli o płynącym w ich stronę zespole admirała Beatty’ego, ponieważ w momencie jego wyjścia w morze znajdowali się już poza zasięgiem transmisji radiowych. Zespół Reginalda Tyrwhitta uzyskał informację o podążających za nimi posiłkach dopiero po przypadkowym spotkaniu tuż przed bitwą okrętu flagowego komodora Goodenougha, HMS „Southampton”.

## Bitwa
28 sierpnia 1914 roku o godzinie 5.26 doszło do pierwszego kontaktu – brytyjski okręt podwodny HMS E9 wystrzelił niecelne torpedy w kierunku niszczyciela G 194, w następstwie czego z Helgolandu wyszła w morze 5. Flotylla Torpedowców (V. Torpedobootflotille – Niemcy klasyfikowali niszczyciele jako torpedowce) na poszukiwanie okrętów podwodnych. Takie było zamierzenie dowództwa rajdu, liczącego na zniszczenie tych jednostek.
Podążająca na czele brytyjskiego zespołu HMS „Arethusa” nawiązała kontakt wzrokowy z G 194 około godziny 7 rano. Ten ostatni natychmiast zawrócił w stronę Helgolandu, informując jednocześnie drogą radiową dowódcę lekkich sił niemieckich patrolujących rejon zatoki, kontradmirała Maassa. On z kolei przekazał raport o ataku kontradmirałowi Hipperowi, odpowiedzialnemu za obronę rejonu wybrzeża Niemiec. Nie znając rozmiarów ataku i podejrzewając, że jest to wypad dywersyjny, admirał Hipper skierował przeciwko Brytyjczykom dwa starsze krążowniki pancernopokładowe SMS „Frauenlob” i SMS „Stettin”. Pozostałe krążowniki pozostające pod jego komendą a przebywające na kotwicowiskach, otrzymały rozkaz jak najszybszego przygotowania się do wyjścia w morze i dołączenia do atakowanych niszczycieli.
Pogoda na obszarze Zatoki Helgolandzkiej była zła, widoczność ograniczona przez mgłę i szkwały deszczowe. Komodor Tyrwhitt wysłał cztery z dowodzonych niszczycieli w pościg za zmierzającymi w stronę brzegów Helgolandu torpedowcami niemieckimi, podążając z resztą sił w ślad za nimi. Okrętom brytyjskim udało się uszkodzić pięć jednostek przeciwnika, zanim zostali zmuszeni do odstąpienia od pościgu przez niebezpieczeństwo dostania się w zasięg ciężkich dział baterii nadbrzeżnych na wyspie. Tuż przed 8 rano na pole bitwy dotarły SMS „Frauenlob” i SMS „Stettin”. Wobec przewagi ogniowej przeciwnika brytyjskie niszczyciele zawróciły pod osłonę dział własnych krążowników. W wymianie ognia pomiędzy HMS „Arethusa” a SMS „Frauenlob” obydwie jednostki odniosły uszkodzenia, a niemiecka po trafieniu w mostek (zginęło 37 osób, w tym dowódca okrętu) i poważnym uszkodzeniu przerwała walkę i skierowała się w stronę Wilhelmshaven. Wycofał się również SMS „Stettin”, umożliwiając wcześniej własnym torpedowcom ucieczkę spod ostrzału brytyjskich okrętów.
Wkrótce potem komodor Tyrwhitt skierował swój zespół na zachód, po raz kolejny napotykając niemieckie niszczyciele. Jeden z nich, V 187, skierował się w stronę okrętów Harwich Force, uchodząc przed płynącymi w kierunku bitwy krążownikami eskadry Williama Goodenougha. Skończyło się to dla niego fatalnie: w walce z ośmioma brytyjskimi niszczycielami został zatopiony około godziny 9.10. Jeden ze zwycięskich okrętów opuścił na wodę szalupę obsadzoną własnymi marynarzami dla ratowania rozbitków. Wtedy na pole bitwy powrócił SMS „Stettin”, zmuszając Brytyjczyków do ucieczki i pozostawienia marynarzy na morzu. Niemiecki krążownik został wkrótce nieskutecznie zaatakowany przez okręt podwodny HMS E4 i pospiesznie odpłynął. E4 po wynurzeniu się zabrał na pokład marynarzy brytyjskich, niemieckim rozbitkom pozostawiając do dyspozycji szalupę, kompas i wskazując kurs na pobliski ląd.
Przy fatalnej widoczności brytyjscy dowódcy nie uniknęli pomyłek, biorąc własne okręty za jednostki nieprzyjaciela. Komodor Keyes na swym okręcie flagowym, niszczycielu HMS „Lurcher”, przez około 40 minut uciekał przed eskadrą Williama Goodenougha, prosząc go jednocześnie o wsparcie przeciwko pościgowi rzekomych krążowników niemieckich. Groźniejsze były pomyłki załóg okrętów podwodnych: HMS E6 zaatakował torpedami, szczęśliwie chybiąc, krążownik HMS „Southampton”, który następnie próbował staranować domniemanego przeciwnika. Dwa z krążowników komodora Goodenougha, HMS „Lowestoft” i HMS „Nottingham” zagubiły się we mgle i nie brały udziału w dalszej części starcia.
Płynący na zachód zespół komodora Tyrwhitta musiał zastopować na pewien czas w związku z awarią kotłów na HMS „Arethusa”, spowodowaną uszkodzeniami odniesionymi podczas starcia z SMS „Frauenlob”. W tym czasie na pole bitwy dotarły krążowniki SMS „Cöln” (z kontradmirałem Maasem na pokładzie), SMS „Straßburg” i SMS „Ariadne” płynące z ujścia rzeki Jade oraz SMS „Mainz” z ujścia Ems. Widząc przewagę artyleryjską okrętów niemieckich, po poważnym uszkodzeniu HMS „Arethusa” i znajdując się pod coraz intensywniejszym ogniem, komandor Tyrwhitt wezwał zespół wiceadmirała Beatty’ego.

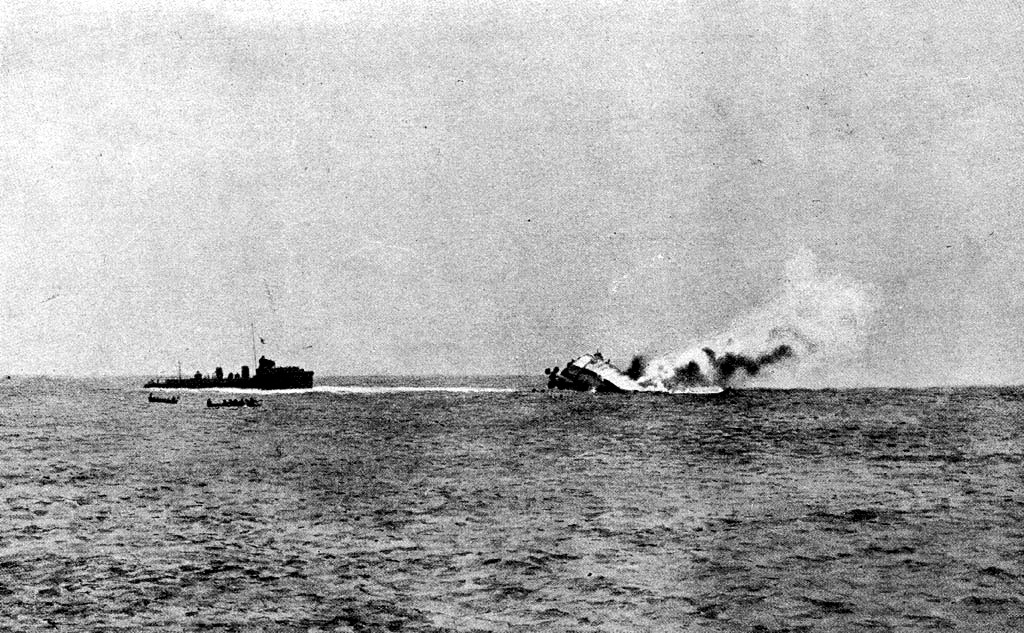
Tonący SMS „Mainz”

Jako pierwsze dotarły na pole bitwy cztery krążowniki lekkie komodora Goodenougha. Obrały one za cel SMS „Mainz”, który wielokrotnie trafiony, ze zniszczonym sterem i rozbitym pomostem dowodzenia zaczął tonąć. Okręty brytyjskie przystąpiły do ratowania rozbitków, których najwięcej (220) znalazło się na pokładzie HMS „Lurcher” komodora Keyesa. Wkrótce po godzinie 13.00 SMS „Mainz” przewrócił się do góry stępką i zatonął. Wśród niemieckich jeńców znalazł się między innymi Oberleutnant zur See Wolfgang von Tirpitz, syn Alfreda von Tirpitza. Gdy poznano jego tożsamość, Winston Churchill przesłał osobistą wiadomość dla admirała, potwierdzającą, że jego syn został uratowany i przebywa w niewoli.
O 12.37 do okrętów komodora Tyrwhitta, atakowanych przez niemieckie SMS „Cöln” i SMS „Straßburg”, dołączyły krążowniki liniowe wiceadmirała Beatty’ego. Poprowadził on swoje okręty najkrótszą drogą, nie zważając na niebezpieczeństwo pól minowych i patrolujących U-Bootów, zdając sobie sprawę, że korzystny układ pływów, który zatrzymał ciężkie jednostki niemieckie na kotwicowiskach, ma się ku końcowi i za około dwie godziny mogą one dotrzeć na pole bitwy. Na widok nadciągających krążowników liniowych SMS „Straßburg” zawrócił i schronił się we mgle, zaś prowadzący szyk brytyjski HMS „Lion” otworzył ogień do flagowego okrętu kontradmirała Maassa. Celny ogień artylerzystów brytyjskich w ciągu kilku minut wyłączył niemiecki okręt z walki, zabijając na jego pokładzie wielu ludzi, w tym dowódcę zespołu, pierwszego oficera Kaiserliche Marine w randze admiralskiej poległego w czasie wojny. Artylerzyści admirała Beatty’ego przenieśli następnie ogień na znajdujący się w pobliżu stary krążownik pancernopokładowy SMS „Ariadne”, w kilka minut zamieniając go w płonący wrak. Utrzymał się on jednak na wodzie przez ponad dwie godziny, co umożliwiło niemieckim jednostkom (przede wszystkim SMS „Danzig”) przeprowadzenie akcji ratunkowej, a zatonął dopiero przy próbie wzięcia go na hol przez SMS „Stralsund”.
Zaraz po godzinie 13.00 admirał Beatty, nie zamierzając pozostawać zbyt długo niebezpiecznie blisko niemieckich brzegów, dał wszystkim brytyjskim okrętom rozkaz obrania kursu powrotnego. Jego zespół przepływał przy tym obok unieruchomionego SMS „Cöln” i Beatty wydał dowódcy swojego okrętu flagowego, komandorowi Chatfieldowi rozkaz zatopienia krążownika, zaś towarzyszącym niszczycielom podjęcia rozbitków. Artylerzyści HMS „Lion” wystrzelili dwie salwy, po których niemiecki okręt pogrążył się rufą w wodzie. Rozpoczęta przez niszczyciele akcja ratunkowa została wkrótce przerwana po zaobserwowaniu rzekomego peryskopu okrętu podwodnego. Odpłynęły, pozostawiając rozbitków własnemu losowi. Jednego z ocalałych marynarzy odnalazł dopiero po dwóch dniach patrolujący niemiecki niszczyciel.
Niemieckie krążowniki liniowe admirała Hippera mogły wypłynąć z kotwicowiska dopiero około 14.00, wkrótce potem znalazły się na miejscu bitwy, ale na jakiekolwiek działania było już za późno. Zespół brytyjski wycofywał się niemal bez strat. Ogółem na wszystkich okrętach poległo 35 marynarzy, zaś 40 odniosło rany. HMS „Arethusa”, najciężej uszkodzona jednostka, na której zginęło 11 członków załogi, została wzięta na hol przez HMS „Hogue” i w ten sposób dotarła do Harwich. Niemcy stracili trzy krążowniki: SMS „Mainz”, SMS „Cöln” i SMS „Ariadne” oraz niszczyciel V 187, dalsze trzy krążowniki odniosły uszkodzenia, w tym SMS „Frauenlob” poważne. Zginęło 712 niemieckich marynarzy, 336 zostało wziętych do niewoli, wielu odniosło rany.

## Ocena bitwy i jej następstwa
Brytyjska opinia publiczna uznała wynik bitwy za wielkie zwycięstwo, pierwsze w tej wojnie, w dodatku odniesione na wodach nieprzyjacielskich. David Beatty i Reginald Tyrwhitt zostali krótkotrwałymi bohaterami narodowymi. Podobne zdanie wyrażał również Winston Churchill. Jednak dowództwo Royal Navy nie podzielało tej opinii: wskazywano na błędy w planowaniu operacji, zarzucano Admiralicji zbyt późne zaznajomienie z planem admirała Jellicoe i nieuwzględnienie jego propozycji wzmocnienia sił. Poważnym problemem było nieprzekazanie dowódcom informacji o pozycjach własnych okrętów podwodnych, co mogło zakończyć się tragicznie. Zbyt dużo błędów popełniono w komunikacji pomiędzy zespołami okrętów. Komodor Keyes mówił wprost o zaprzepaszczonej szansie na zniszczenie co najmniej dwukrotnie większej liczby okrętów niemieckich. Uznanie wzbudziła również odwaga i dobra taktyka dowódców jednostek Hochseeflotte, która sprawiła, że dopiero przybycie krążowników liniowych admirała Beatty’ego i ich przewaga ogniowa przeważyła szalę zwycięstwa.
Po stronie niemieckiej najpoważniejszą konsekwencją bitwy była zmiana strategii działania floty. Obawiający się konkurowania z potęgą Royal Navy i kolejnych porażek cesarz Wilhelm II narzucił, wbrew opinii admirała Tirpitza, swoją koncepcję prowadzenia dalszych operacji wyłącznie przez okręty podwodne i siły minowe. Ciężkie jednostki Hochseeflotte miały pełnić rolę „floty w pogotowiu”, przebywając na kotwicowiskach, zaś każde ich wyjście poza wyznaczony promień działania musiało być odtąd aprobowane osobiście przez cesarza.

## Zestawienie sił

### Wielka Brytania
- 1 Eskadra Krążowników Liniowych (1st Battlecruiser Squadron) – wiceadmirał David Beatty
  - krążownik liniowy HMS „Lion” (flagowy)
  - krążownik liniowy HMS „Princess Royal”
  - krążownik liniowy HMS „Queen Mary”

- Zespół Krążowników „K” (Cruiser Force K) – kontradmirał Archibald Moore
  - krążownik liniowy HMS „Invincible” (flagowy)
  - krążownik liniowy HMS „New Zealand”

- Zespół niszczycieli z 1. Flotylli:
  - niszczyciele: HMS „Badger”, HMS „Beaver”, HMS „Jackal”, HMS „Sandfly”

- Zespół Krążowników „C” (Cruiser Force C) – kontradmirał Arthur Christian
  - krążowniki pancerne HMS „Euryalus”, HMS „Bacchante”, HMS „Cressy”, HMS „Hogue”, HMS „Aboukir”
  - krążownik lekki HMS „Amethyst”(inne języki)

- 1. Eskadra Krążowników Lekkich – komodor William Goodenough
  - krążowniki lekkie: HMS „Southampton” (flagowy), HMS „Birmingham”, HMS „Falmouth”, HMS „Nottingham”, HMS „Lowestoft”, HMS „Liverpool”(inne języki)

- Zespół Harwich (Harwich Force(inne języki)) – komodor Reginald Tyrwhitt
  - 3. Flotylla Niszczycieli:
    - krążownik lekki HMS „Arethusa”(inne języki) (flagowy)
    - niszczyciele: HMS „Laurel”, HMS „Liberty”(inne języki), HMS „Lysander”, „Laertes”, HMS „Laforey”, HMS „Lawford”, HMS „Louis”, HMS „Lydiard”, HMS „Lark”, HMS „Lance”(inne języki), HMS „Linnet”, HMS „Landrail”(inne języki), HMS „Lookout”, HMS „Leonidas”, HMS „Legion”, HMS „Lennox”

  - 1. Flotylla Niszczycieli:
    - krążownik lekki HMS „Fearless” (flagowy)
    - niszczyciele: HMS „Goshawk”, HMS „Lizard”(inne języki), HMS „Phoenix”, HMS „Lapwing”, HMS „Ferret”, HMS „Forester”, HMS „Defender”, HMS „Druid”, HMS „Ariel”, HMS „Lucifer”, HMS „Llewellyn”(inne języki), HMS „Acheron”, HMS „Attack”(inne języki), HMS „Hind”, HMS „Archer”

  - Flotylla Okrętów Podwodnych
    - niszczyciele: HMS „Lurcher” (flagowy), HMS „Firedrake”(inne języki)
    - okręty podwodne: HMS E4, HMS E5, HMS E6, HMS E7, HMS E8, HMS E9, HMS D2, HMS D8

### Niemcy
- Zewnętrzna linia patrolu
  - I Flotylla Torpedowców
    - niszczyciele: V 187 (flagowy), V 188, V 189, V 190, V 191, G 197, G 196, G 193, G 194

- Wewnętrzna linia patrolu
  - III Dywizjon trałowców
    - starsze torpedowce: D 8 (flagowy), T 25, T 29, T 31, T 33, T 34, T 35, T 36, T 37, T 49, T 71, S 73

- Zespół wsparcia
  - lekkie krążowniki SMS „Ariadne”, SMS „Stettin”, SMS „Frauenlob”(inne języki), awizo SMS „Hela”(inne języki)

- Odwód
  - V Flotylla Torpedowców:
    - niszczyciele: G 12 (flagowy), V 1, V 2, V 3, V 6, S 13, G 7, G 9, G 10, G 11

  - Lekkie krążowniki – kontradmirał Leberecht Maass
    - SMS „Cöln” (flagowy), SMS „Mainz”, SMS „Straßburg”, SMS „Stralsund”, SMS „Kolberg”, SMS „Danzig”, SMS „München”

Nie wszystkie wymienione okręty brały bezpośredni udział w starciu.